# بریژیت لائه
بریژیت لائه (فرانسوی: Brigitte Lahaie‎؛ زاده ۱۲ اکتبر ۱۹۵۵) بازیگر، مجری برنامهٔ رادیویی و بازیگر پیشین پورنوگرافی اهل فرانسه است. او مابین سال‌های ۱۹۷۶ تا ۱۹۸۰ در چندین فیلم اِروتیک بازی کرد و از اعضای تالار افتخارات ایکس‌آرسی‌او است.
از فیلم‌هایی که وی در آنها نقش داشته‌است می‌توان به شب شکارشدگان، بی‌چهره، هنری و جون، ای مثل ایکاروس و برای پنهان کردن یک پلیس اشاره کرد.